# Entomopsyllus adriae
Entomopsyllus adriae is een eenoogkreeftjessoort uit de familie van de Entomolepididae. De wetenschappelijke naam van de soort is voor het eerst geldig gepubliceerd in 1959 door Eiselt.